# Malik Aït Aoudia
Pour les articles homonymes, voir Aoudia.
Malik Aït Aoudia, né  10 juin 1967 à Alger en Algérie et décédé le 30 juillet 2015 à Villejuif, est un journaliste et documentariste algérien.

## Biographie
Après ses études au lycée Descartes à Alger, il emménage à Paris où il obtient son diplôme universitaire de la Sorbonne. Il s'engage ensuite dans une carrière de journaliste. 
Il écrit pour de nombreux journaux et magazines français. En 1997, il passe à la réalisation de documentaires télévisuels et il réalise son premier film documentaire « Gouverner c'est choisir ! » pour Arte. Il réalisera par la suite de nombreux documentaires sur la Guerre civile algérienne dite « décennie noire », période ayant profondément marqué son pays d'origine. Il coréalise avec Séverine Labat pour France 3 « Vol AF8969, histoire secrète d'un détournement », un documentaire de 55 minutes sur le détournement de l'Airbus d'Air France en décembre 1994 à Alger. Ce film lui vaut le prix de la meilleure investigation au FIGRA en 2002. 
Il est notamment reconnu comme étant le réalisateur des films « Autopsie d'une tragédie : Algérie 1988-2000 » en 2003 et « le Martyre des moines de Tibhirine » en 2013,.